# Mandoul Occidental
Le Mandoul Occidental est un des 3 départements composant la région du Mandoul au Tchad. Son chef-lieu est Bédjondo.

## Subdivisions
Le département du Mandoul Occidental est divisé en 4 sous-préfectures :
- Bédjondo
- Bébopen
- Békamba
- Peni

## Administration
Préfets du Mandoul Occidental (depuis 2002)
- 9 octobre 2008 : Abdel-Kerim Seid Bosch[1]